# Carlo Fedier
Carlo Fedier  (* 15. August 1923 im Urnerland in der Schweiz; † 23. Juli 2004 in Altdorf UR) war ein Schweizer Drehbuchautor.

## Leben
1955 war Fedier Regieassistent für den Kurt Früh Film Polizist Wäckerli. Nach dem Umzug nach München arbeitete er als Drehbuchautor für deutsche Filmproduzenten. Er war beim Münchner Filmverlag der Autoren als Lektor beschäftigt und verfasste die erste Drehbuchfassung des Kinofilms Kehraus. Diese erste Drehbuchfassung wurde einige Jahre später von Hanns Christian Müller und Gerhard Polt überarbeitet und dann vom Regisseur Hanns Christian Müller 1982 als Kinofilm mit Gerhard Polt verfilmt. Der Film erschien 1983 in deutschen Kinos.

## Filmografie (Auswahl)
Drehbuch
- 1958: Mein Schatz ist aus Tirol
- 1960: Wir wollen niemals auseinandergehen
- 1983: Kehraus

Produktionsassistent
- 1954: Viktoria und ihr Husar
- 1965: Die fromme Helene

## Auszeichnungen
- 1984 Deutschen Filmpreis für das Drehbuch von Kehraus, gemeinsam mit Hanns Christian Müller und Gerhard Polt